# Doris Maletzki
Doris Maletzki (poročena Brachmann), nemška atletinja, * 11. junij 1952, Salzwedel, Vzhodna Nemčija.
Nastopila je na olimpijskih igrah leta 1976 in tam osvojila naslov olimpijske prvakinje v štafeti 4×400 m s svetovnim rekordom 3:19,23. V štafeti 4x100 m je osvojila naslov evropske prvakinje leta 1974. Leta 1972 je z vzhodnonemško reprezentanco dvakrat postavila svetovni rekord v štafeti 1 x 400 m